# El color del espacio exterior
Para la adaptación cinematográfica de 2020, véase Color Out of Space.
El color del espacio exterior (título original en inglés: The Colour Out of Space) es un relato fantástico o weird fiction (ficción rara) escrito por H. P. Lovecraft en marzo de 1927.
Una de las teorías más extendidas es que el título hace referencia al color de una entidad venida del espacio exterior, color que no se corresponde con ninguno del espectro visible conocido por los humanos. Además su comportamiento es contrario a las leyes físicas y químicas conocidas por el hombre. Aparte de esta noveleta, también se le menciona en En las montañas de la locura. 

## Argumento
La historia está contada en primera persona por un ingeniero encargado de hacer un estudio para edificar un embalse en un remoto paraje a las afueras de Arkham. Allí encuentra un área de terreno extraño denominada "erial maldito" que es distinta a todas y le causa sensaciones muy poco agradables.
Un anciano vecino del lugar le explica que el motivo del estado de esa parcela es que décadas atrás un meteorito se estrelló allí, cerca de una granja, liberando un ser extraño que se escondió en el fondo del pozo (esta entidad era tan extraña que ni los vecinos de la zona ni los científicos que estudiaban el meteorito se dieron cuenta de que estaba vivo hasta que abandonó el planeta); con el paso del tiempo, a medida que ese veneno del espacio se extendía, las plantas y los árboles primero (con los árboles llegando a cobrar movimiento en sus ramas), y los animales después, empiezan a sufrir mutaciones, cambios de color y olores desagradables, en un proceso que acaba afectando a la familia que habita la granja. Viéndose aislados de la sociedad en la que viven y sufriendo los devastadores efectos del envenenamiento, los miembros de la familia enferman y enloquecen hasta morir en un trágico final.
El ingeniero decide abandonar su trabajo, electrizado por el horror que descubre. Sin embargo, al parecer la zona afectada siguió creciendo al ritmo de una pulgada por año, lo cual da pie a pensar que parte del ser terrible continua escondido en la zona esperando.

## Adaptaciones
- En 2019 se estrenó una adaptación cinematográfica del relato titulada Color Out of Space. Fue dirigida por Richard Stanley y protagonizada por Nicolas Cage, Joely Richardson, Madeleine Arthur, Q'orianka Kilcher y Tommy Chong.[2]